# Епанд (Во)
Епанд (фр. Épendes) — громада в Швейцарії в кантоні Во, округ Юра-Нор-Водуа.

## Географія
Громада розташована на відстані близько 70 км на захід від Берна, 24 км на північ від Лозанни.
Епанд має площу 4,8 км², з яких на 9,4 % дозволяється будівництво (житлове та будівництво доріг), 75,4 % використовуються в сільськогосподарських цілях, 13,3 % зайнято лісами, 1,9 % не є продуктивними (річки, льодовики або гори).

## Демографія
2019 року в громаді мешкало 356 осіб (+11,9 % порівняно з 2010 роком), іноземців було 10,4 %. Густота населення становила 74 осіб/км².
За віковим діапазоном населення розподілялося таким чином: 23,3 % — особи молодші 20 років, 61,8 % — особи у віці 20—64 років, 14,9 % — особи у віці 65 років та старші. Було 149 помешкань (у середньому 2,4 особи в помешканні).
Із загальної кількості 84 працюючих 18 було зайнятих в первинному секторі, 7 — в обробній промисловості, 59 — в галузі послуг.